# Valeur locative cadastrale
le revenu cadastral, en vigueur en Belgique
 (novembre 2022).
 (novembre 2022).
- Si vous ne connaissez pas le sujet, laissez ce bandeau (vous pouvez alors contacter les auteurs).
- Si vous supprimez le contenu mis en cause (vous pouvez préalablement contacter les auteurs),

argumentez précisément cette suppression dans la page de discussion
(un manque de référence n'est pas un argument ; une recherche réelle de référence doit avoir été effectuée, être formellement documentée).
En France, le revenu cadastral est appelé « valeur locative cadastrale » (VLC). Cette valeur, censée représenter le « loyer annuel théorique que pourrait produire un immeuble bâti ou non bâti, s'il était loué dans des conditions normales » est utilisée pour calculer les taxes perçues au profit des collectivités territoriales, c'est-à-dire essentiellement la taxe foncière sur les propriétés bâties ou non bâties, mais également la contribution économique territoriale (remplaçant l'ancienne « taxe professionnelle »),  et ce qui subsiste de la taxe d'habitation.
La dernière révision générale des valeurs locatives cadastrales a été effectuée en 1970, et la prochaine, reportée à plusieurs reprises, est prévue en 2028, aux termes de la loi de finances pour 2023. Toutefois, les paramètres de calcul des bases foncières des locaux industriels ont été redéfinis à l'occasion de la mise en œuvre de la réduction des impôts de production.

## Élaboration de la valeur locative cadastrale
La valeur locative cadastrale est calculée par l'administration pour l'ensemble des immeubles. Chaque année, en janvier/février, l'État transmet aux collectivités territoriales le total des bases prévu pour chacune des quatre taxes afin que chaque collectivité puisse décider des taux d'imposition en fonction de ses besoins de financement.

### Calcul et utilisation de la valeur locative cadastrale
Lors de la refonte du système des impôts locaux, le choix a été de retenir comme élément commun d'imposition la valeur locative des biens immeubles. Seule la base de la taxe professionnelle comportait jusqu'au 1er janvier 2010, pour certains contribuables, un deuxième élément qui est la valeur locative du matériel ou une fraction des recettes. La réforme de la taxe professionnelle a conduit à sa suppression puis à la création de la contribution économique territoriale composée de la cotisation sur la valeur ajoutée des entreprises et la cotisation foncière des entreprises. La première est basée sur le chiffre d'affaires de l'entreprise, la deuxième est basée uniquement sur la valeur locative cadastrale des biens immobiliers de l'entreprise. 
Tous les biens immeubles n'étant pas loués, un système a été mis en place afin de déterminer une valeur dite valeur locative cadastrale. La valeur locative cadastrale est donc le loyer théorique annuel que l'on pourrait tirer d'un bien en le louant dans des conditions normales.

#### Établissement d'une référence
Chaque parcelle et chaque local est évalué pour obtenir une valeur locative cadastrale. Cette valeur est une valeur de 1960 pour le non bâti (VLC60) et une valeur de 1970 pour le bâti (VLC70).
Une étude des baux existants alors a été menée afin d'établir par commune :
- un zonage géographique des communes en zones locatives homogènes.
- des valeurs de référence ou de comparaison dans chaque zone locative pour chaque type et catégorie de biens.
  - En non-bâti la distinction se fait entre les natures et les qualités de culture (pré, terre 1er catégorie, terre 2e catégorie, lande, forêt, terrains à bâtir, terrains d'agrément, etc.).
  - En bâti la distinction est faite entre d'une part, locaux d'habitation (appartement, maisons, dépendances avec des catégories pour tenir compte de la qualité des habitations) et d'autre part, les locaux commerciaux et les locaux industriels.
  - Pour le non-bâti et les locaux d'habitation, la valeur de comparaison donne (en première approximation) un prix au mètre carré.
  - Pour les locaux commerciaux se référant ou non au statut des baux commerciaux :
    - la VLC70 de ceux qui étaient loués au 1er janvier 1970 est leur loyer à cette date s'il était normal ;
    - la VLC70 des autres est déterminée par comparaison à des locaux de même nature loués au 1er janvier 1970 et inscrits sur des procès-verbaux communaux ;
    - la VLC70 de ceux pour lesquels il n'existe pas de termes de comparaison est déterminée à partir d'une estimation de leur valeur vénale ramenée au 1er janvier 1970 à laquelle on applique un taux représentatif du rendement immobilier constaté à l'époque dans la région.

  - Pour les locaux industriels, la valeur locative est calculée chaque année à partir de leur prix de revient inscrit au bilan comptable, ou à défaut une VLC70 est calculée comme pour les locaux commerciaux.

#### Calcul de la valeur locative
Les paramètres de calculs sont nombreux pour prendre en compte les différentes situations possibles. Certains sont objectifs (surface des pièces et annexes, éléments de conforts, ascenseur, coefficient de situation générale), mais d'autres dépendent d'un classement de l'Administration et d'une délibération des communes (coefficient de situation particulière, d'entretien, classement du local dans une des 8 catégories).
Les huit catégories :
Chaque local en France est classé dans une des huit catégories de référence : du 1 (habitation luxueuse) à 8 (logement délabré et insalubre), avec des sous-catégorie (demi-catégorie). De ce classement dépend à la fois la superficie pondérée du local, et le tarif €/m² applicable. Ce classement en catégorie est voté par une commission communale des impôts directs, instaurée dans chaque commune. Pour les aider, l'administration fiscale a établi une nomenclature de référence contenant principalement les locaux d'habitation de référence, les locaux commerciaux types sur une commune donnée. 
- Pour les propriétés bâties d'habitation
  - On part de la surface d'habitation du local (surface au sol des pièces, y compris placard ou embrasement des portes). Cette surface est pondérée selon la catégorie du logement. Par exemple, un appartement en catégorie 6 voit ses 20 premiers mètres carrés compter pour 1,25 puis les 50 suivants pour 0,9 et enfin 0,75 au-dessus de 70 m2. Le tarif est plus élevé pour les maisons[3]. On arrondit à l'unité inférieure.
  - Pour partie non habitables on prend leur surface, affectée d'un coefficient (généralement 0,3 ou 0,4 pour une cave; 0,6 pour un garage, 0,2 ou 0,3 pour un grenier, 0,2 pour une terrasse). Sont retenues au titre de ces dépendances les garages (ou en habitat collectif les emplacements de parking privatifs, même non clos/en extérieur), les caves, greniers, les terrasses des maisons/balcons des appartements (directement accessible depuis la maison principale) et piscines. Il n'y a pas limite de surface, toute bâti au sol clos (+ les emplacements de parking et piscine) doit être déclaré[4]. Il existe toutefois une tolérance pour les locaux/parties communes de habitations collectives. On arrondit systématiquement à l'unité inférieure.
  - Au total de ces surfaces pondérées (partie principale et annexes) sont ensuite appliqués les coefficients de l'Administration fiscale, prenant en compte l'entretien (de +20 % à -20 %)[5], la situation générale en fonction de la localisation du logement dans la commune (de -10 % à +10 %; tous les logements à une même adresse ayant obligatoirement le même)[6], et de situation particulière, en fonction des éléments propres au logement (vue exceptionnelle, présence d'une décharge...) (de -10 % à +10 %). Ces paramètres sont définis par le fisc mais font l'objet d'une authentification en commission communale des impôts direct. Il existe enfin un coefficient dans les immeubles selon la présence ou non d'un ascenseur[7] : par exemple un 5e étage sans ascenseur est minoré de 10 % mais augmenté de 5 % en cas d’ascenseur. On arrondit systématiquement à l'unité inférieure.
  - Sont ensuite ajoutées des équivalences superficielles[8] représentatives de l'équipement du logement :
    - 4 mètres carrés pour l'eau
    - 2 mètres carrés pour le gaz fixe
    - 2 mètres carrés pour l'électricité
    - 5 mètres carrés par baignoire
    - 4 mètres carrés par douche
    - 3 mètres carrés par lavabo (hors évier de cuisine)
    - 3 mètres carrés par WC
    - 3 mètres carrés en cas de raccordement au tout-à-l'égout
    - 3 mètres carrés en cas de présence d'un vide-ordure
    - 2 mètres carrés par pièce (c'est-à-dire pièces de réception, chambre, cuisine et salle de bain pouvant être fermé) pour le chauffage (qu'il soit individuel, central, électrique, gaz, fioul dès lors que la plupart des pièces en disposent...)

La plupart de ces éléments constituent aujourd'hui des critères minimum d'habitabilité. Il ne faut pas perdre du vue que la révision générale date de 1970, époque où de nombreux logements ne bénéficiaient pas de ces équipements.
  - La somme de la superficie pondérée (partie habitable et annexe) et de ces éléments de conforts détermine la surface pondérée.
  - Il existe ensuite dans chaque commune et chaque catégorie d'habitation un tarif au mètre carré. On arrondit. Puis il y a un coefficient propre au département (le même pour tous les locaux du département). On arrondit. Et enfin un coefficient national (3,591 en 2023 et 3,731 en 2024), arrondi. Le produit est la valeur locative cadastre. Ce revenu cadastral constitue la base d'imposition à la taxe d'habitation secondaire, et, après un abattement de 50 % la base de calcul de la Taxe Foncière.

- Pour les locaux commerciaux
  - Il est à noter que concernant les locaux dit "commerciaux" (boutique, bureau, atelier, entrepôt...) les équivalences superficielles n'existent pas, seuls des coefficients de pondération sont appliqués aux surfaces en fonction de leur type (vente, stockage, bureau...) et au aussi du type d'activité donnée. En d'autres termes, on se contente de pondérer les surfaces. Il n'y a pas de catégorie, de coefficient d'entretien, ou de situation, ou de prise en compte des éléments de confort.

- Pour les propriétés non bâties
  - Surface de la parcelle (ou de sa subdivision) par un prix à l'hectare de la référence pour la nature de culture..

#### Consultation de la Commune
Une Commission Communale des Impôts Directs (CCID), représentative des différentes catégories de contribuables, donne annuellement un avis sur les VLC70 envisagées par l'administration en cas de créations ou de modifications.
Depuis 2010 et jusqu'en 2017, une Commission Intercommunale des Impôts Directs (CIID) peut être créée par les communautés de communes ou d'agglomération qui perçoivent la contribution économique territoriale (anciennement la taxe professionnelle) à la place de leurs communes membres. Les commissions intercommunales ainsi créées sont consultées à la place des CCID des communes membres sur les VLC70 envisagées pour les locaux commerciaux.
Les CCID des communes membres restant compétentes pour les VLC70 envisagées pour les locaux d'habitation.

#### Adaptation de la VLC 1960 pour les propriétés non bâties et de la VLC 1970 pour les propriétés bâties
Les valeurs locatives cadastrales ainsi calculées ne sont pas utilisées directement pour le calcul des impôts. Les valeurs locatives 1960 et 1970 se voient appliquer des coefficients afin de les faire évoluer en fonction du marché locatif afin d'aboutir à la valeur locative de l'année d'imposition voulue.
Concernant la valeur locative 1970 des propriétés bâties, un premier coefficient dit « d'actualisation » 1980 est appliqué. Ce coefficient est spécifique à chaque département et reflète l'évolution du marché locatif au niveau départemental entre 1970 et 1980. Il existe généralement un coefficient pour les locaux d'habitation différent de celui pour les locaux commerciaux. Il n'est pas utilisé pour calculer la base de la cotisation foncière des entreprises qui remplace en partie la taxe professionnelle à compter de 2010, aussi parle-t-on de VLF (valeur locative foncière) plutôt que de VLC.
Ensuite un coefficient de « revalorisation nationale » est appliqué annuellement (fixé par la loi de finances en fonction d'indices macroéconomiques).
La valeur locative qui est utilisée par exemple pour l'année d'imposition 2010 est donc : VLC70 × coef. actu × coef. reval 81 × … coef. reval 2010 = VLC2010.
Depuis le 1er janvier 2017, cette valeur locative 1970 actualisée et revalorisée est utilisée exclusivement par les locaux d'habitation. À partir de cette date, les locaux commerciaux dispose d'un nouveau calcul de leur valeur locative. 
Le calcul de la valeur locative révisée des locaux professionnels depuis 2017
La valeur locative révisée d'un local professionnels se calcule de la manière suivante:
Surface pondérée X Tarif €/m² pondéré de l'année X coefficient de localisation de la parcelle d'assise du local = Valeur locative révisée brute de l'année 
Cette valeur locative brute va être neutralisée, puis va bénéficier de l'abattement de 50% prévu à l'article 1388 du CGI, pour ainsi aboutir à la base d'imposition de l'année.
Cette base peut être planchonnée et sa cotisation lissée, si le local existait avant le 1er janvier 2017.
La surface pondérée est calculée en fonction de la surface réelle du local professionnel et de ses stationnements. Cette surface réelle est diviser et classer en surface principale nécessaire à l'activité, en surface secondaire couverte et surface secondaire non couverte.
Cette pondération des surfaces aboutit à l'application de coefficients de pondération contenus à l'article 324Z de l'annexe III du code général des impôts.
Les tarifs d'imposition sont classés par secteur locatif à l'échelle du département et par catégorie de locaux (38 catégorie). Ces tarifs évoluent chaque année en fonction des fluctuations du marché locatif. On les trouve sur le site des impôts .
Les données de surface et de catégorie d'activité (nécessaire pour déterminer le tarif) sont saisies par le propriétaire du bien 90 jours après son acquisition ou sa modification via le formulaire CERFA 6660-REV ,.  
Les coefficients de localisation sont contenus au 2 du B de l'article 1498 du code général des impôts. La délimitation géographique des secteurs locatifs correspond aux sections cadastrales d'une commune. L'absence d'exactitude des correspondances entre la délimitation des secteurs locatifs du marché immobilier et des sections cadastrales est compensée par l'application de coefficient de localisation aux parcelles situées à la jonction des sections cadastrales.
Par exemple, une avenue représente la fin d'une section cadastrale classé en secteur locatif 2 et le commencement d'une autre en secteur 3. Ainsi, son côté pair et son côté impair deviennent cadastralement dissocié, alors que cette avenue fait partie du même secteur locatif. Dès lors, des coefficients de localisation sont appliqués sur les parcelles situées côté pair et impair, permettant ainsi de compenser la différence de tarifs de chaque côté de l'avenue entre les secteurs 2 et 3.
Dans la plupart des cas, ce coefficient est égal à 1.00 et n'influe pas sur le calcul de la valeur locative.

#### Utilisation des Valeurs Locatives Cadastrales en fonction de l'impôt
La somme des VLC utilisables par collectivité et par type d'impôt (bases globales) est fournie à chaque collectivité. Ces dernières peuvent donc décider des taux à appliquer en fonction de leurs besoins et de la répartition de charges qu'elle souhaite mettre en place entre chaque impôt, les variations des taux entre impôts étant encadrés. Bien qu'aucun disposition ne le prévoit, on constate dans la pratique que la VLC ainsi calculée correspond à une moyenne de 6 mois de loyers du logement concerné.[réf. nécessaire]
La VLC de l'année d'imposition est utilisée pour l'établissement des impôts individuels :
- TF bâti : base d'imposition = 50 % de VLC de l'année d'imposition
- TF non bâti : base d'imposition = 80 % de la VLC de l'année d'imposition
- TH : base d'imposition = VLC de l'année d'imposition - abattements
- CFE : base d'imposition = VLFrévisée de l'année d'imposition - réductions éventuelles

#### Limites du système
Initialement il était prévu de procéder à une révision générale tous les trois ans. L'opération initiale s'est avérée très lourde à gérer et l'opération de révision n'a eu lieu qu'une seule fois.
En conséquence l'évaluation se fait toujours par rapport aux références de 1960 et 1970. Depuis ces dates le marché locatif d'une commune peut très bien avoir été modifié (par exemple une opération de réhabilitation d'un quartier peut changer totalement le marché locatif local). Plus généralement les conditions de confort moyen ont évolué, et le secteur locatif aidé (HLM) a fortement évolué.
Le système ne reflète donc plus la réalité du marché. Par exemple de nombreux centres-villes vétustes, faiblement évalués à l'époque, ont été rénovés depuis. Inversement, les immeubles HLM en périphérie des grandes villes, considérés comme de bon confort lors de leur construction, ont souvent vu leur situation se dégrader.
En 1990 (loi no 90-669 du 30 juillet 1990 ECOX9000072L), une opération de révision et de modification des règles d'évaluation a été menée. L'intégration de cette opération a été plusieurs fois reportée par le Parlement.

### Un calcul effectué par la DGFiP
Chaque année, les calculs pour établir la valeur locative cadastrale des immeubles bâtis et non bâtis sont effectués par les services de la DGFiP. Pour les immeubles qui n'ont fait l'objet d'aucun changement important en cours d'année, les valeurs locatives de l'année suivante sont revalorisées par des coefficients fixés annuellement par les Lois de Finances en fonction des indices macroéconomiques (taux de croissance, inflation, monnaie, etc.).

### Critique
Lors de la création du système des impôts locaux, on[style à revoir] a évalué la valeur locative cadastrale en tenant compte du rendement à l'hectare pour les propriétés non bâties et du confort pour les propriétés bâties. Or, depuis les années 1960, ces deux éléments ont évolué.
De plus, on peut s'interroger[style à revoir] sur l'existence d'une valeur locative objective, le loyer de chaque logement n'étant que le résultat d'une négociation particulière entre un propriétaire et un locataire. Lors de la tentative de révision de 1990, les enquêtes effectuées en Seine-Saint-Denis en vue de constituer les secteurs d'évaluation ont révélé, par exemple, que les logements des quartiers insalubres occupés par des familles défavorisées avaient des loyers généralement supérieurs à des logements confortables et de taille comparable occupés par des couples solvables, la vulnérabilité du candidat locataire ou le risque de loyers impayés pouvant donc permettre ou justifier un loyer plus élevé. 

#### Les propriétés non bâties
Avec les progrès de la science, les rendements agricoles ont considérablement augmenté[réf. nécessaire], et les bases élaborées dans les années 1960 sont éloignées de la réalité.

#### Les logements
Le problème des logements est différent : en effet, dans les années 1960, les habitations à loyer modéré (HLM) étaient considérées comme particulièrement confortables et furent donc surcotées par rapport aux habitations des centres-villes qui ne disposaient alors pas de sanitaires individuels, de chauffage central, de double vitrage, etc. Avec les années, les choses ont évolué mais les bases sont restées les mêmes ce qui aboutit au fait que les logements sociaux ont une valeur locative cadastrale plus élevée que des habitations en centre-ville.

## Tentatives de réforme de la valeur locative cadastrale
Plusieurs tentatives[réf. nécessaire], principalement celle de la loi du 31 juillet 1990, ont été faites dans le but de réformer le système de la fiscalité locale et notamment de recalculer les valeurs locatives cadastrales mais rien n'a abouti. Il persiste cependant quelques aménagements à la marge.

### Un système difficile à réformer
Une loi du 31 juillet 1990 avait permis d'envisager une refonte du système, avec notamment une partie de la taxe d'habitation assise sur le revenu, et des travaux préparatoires de remise à plat des valeurs locatives au 1er janvier 1990. Les conséquences auraient été, en particulier, une baisse des impositions pour les logements HLM et des augmentations très importantes pour les logements du secteur privé qui étaient situés dans des communes comptant une forte proportion d'HLM. Faute de volonté politique d'assumer ces transferts entre les contribuables, ces travaux sont restés lettre morte.
Le gouvernement envisage désormais une révision séparée des bases des locaux commerciaux, d'une part, et des locaux d'habitation, d'autre part.
Les élus locaux ont été ainsi consultés en juillet 2010 sur une prochaine révision des valeurs locatives des premiers qui reprendrait en grande partie les principes posée par la loi du 31 juillet 1990. Cette révision pourrait débuter fin 2011 pour être prise en compte en 2014 (cf. lien vers le dossier de l'AMF).
La loi de finances rectificative pour 2010 a enclenché la révision foncière des locaux commerciaux. Cette révision a d'abord été testée dans 4 départements pilotes (Paris, Haute-Vienne, Hérault, Haut-Rhin) durant l'année 2012. Elle est à présent étendue sur le plan national. Une campagne de demande de déclaration a été lancée au début du mois de février 2013 par l'envoi aux propriétaires de locaux commerciaux d'un formulaire 6660 révisé. Ces déclarations ont donné lieu au calcul d'une valeur locative 2013 en remplacement de la valeur locative 1970 et ont été prises en compte pour une imposition 2017 en taxe foncière; de plus cette valeur locative fait l'objet de mesures de neutralisation, de planchonnement et des mesures de lissage sont mises en place pour les cotisations (loi 2017-1775 art 30).  
Les valeurs locatives des habitations ne seraient révisées que lors d'une seconde opération (année 2018 ?).

### Un obstacle à l'autonomie financière des collectivités territoriales
Le fait que les valeurs locatives cadastrales soient gérées par un service de l'État et que les variations des quatre impôts directs locaux soient encadrées par la loi est considéré par certains comme une limite à l'autonomie financière des collectivités territoriales inscrite à l'Art. 72-2 de la Constitution : « Les collectivités territoriales bénéficient de ressources dont elles peuvent disposer librement dans les conditions fixées par la loi […] Les recettes fiscales et les autres ressources propres des collectivités territoriales représentent, pour chaque catégorie, une part déterminante de leurs ressources. »
D'autres considèrent que c'est une garantie de neutralité dans la fixation des bases et de protection des contribuables locaux, notamment de ceux qui ne résident pas dans la commune et ne peuvent peser sur les élections locales. Les avis donnés par les commissions communales des impôts directs tendent d'ailleurs parfois à surévaluer les résidences secondaires ou les locaux commerciaux, avis qui peut être "bloqué" par l'administration fiscale si celle-ci considère qu'il y a rupture de l'équité fiscale. Il est nécessaire de garder à l'esprit que la commission communale des impôts directs est dans la grande majorité des cas encadrée par un membre de l'administration fiscale.
Chaque année de nouvelles dispositions sont issues des lois de finances. Il existe ainsi un grand nombre de cas d'exonération (jeunes entreprises innovantes, immeubles implantés et activités exercées dans les zones franches urbaines…) dont la plupart sont prises en charge par le budget de l'État.

## Utilisation fiscale à l'étranger
Les Belges qui possèdent une résidence secondaire en France doivent payer un impôt en Belgique sur cette maison soit, si la maison est louée, en déclarant la valeur réelle de la location, soit, si elle n'est pas louée, en déclarant la valeur locative cadastrale. Les deux valeurs doivent être diminuées des taxes foncières afin de ne pas être doublement imposé. Cette valeur peut être obtenue auprès de l'administration fiscale française[réf. nécessaire].
Les résidents espagnols qui possèdent une résidence secondaire, où qu'elle soit, doivent en inclure les revenus dans leur déclaration annuelle. Si la maison n'est pas louée, la déclaration porte sur la valeur cadastrale. Si la maison est en France, on utilisera la valeur locale cadastrale[réf. nécessaire].

## Comparaison
En Belgique, l'impôt sur la Valeur locative cadastrale se nomme Revenu cadastral. En Suisse, il se nomme Impôt sur la valeur locative.